# Людина року (премія)
Загальнонаціональна програма «Людина року» — програма, яка передбачає присудження титулу «Людина року» в Україні за професійні і суспільно значущі досягнення. Програма заснована в 1995 році. Автор і розробник програми — Райцин Аркадій Емільович. Виходячи з приватної форми власності програми, а також з огляду на суспільну критику, нагорода не може однозначно вважатись об'єктивною.
Проєкт охоплює всі регіони України. Лауреатів програми визначають шляхом експертного опитування, остаточне рішення приймає Вища Академічна Рада програми.
Переможцям в кожній професійній і міжнародній номінації вручають статуетки «Прометей-Престиж» (автор — скульптор Олег Черноіванов) та почесні дипломи.

### Історія
Перша церемонія вручення премій «Людина року — 1995» пройшла у палаці культури «Хімік» у Дніпродзержинську. Були визначені переможці у 8 професійних номінаціях. З 1996 року церемонія стала проводитись в м. Києві у Національному палаці мистецтв «Україна». Нині програма вручає премії у 18-ти номінаціях.
У 2001 році за рішенням Вищої Академічної Ради програми почали присуджуватись міжнародні та спеціальні премії.
Крім того, з 2001 року програма разом з газетою «Комсомольская правда в Украине» (нині «КП в Україні») щорічно присуджує премію «Кумир українців» (переможця обирають читачі «КП в Україні»).
У 2010 році на честь 15-річного ювілею програми була заснована спеціальна премія «Зіркове SOLO» (нагорода за вокальний талант). Переможцям вручається статуетка «Зіркове SOLO».

### Система вибору
Лауреати та переможці програми визначаються шляхом експертного опитування. Експерти програми — це авторитетні представники державних, недержавних, суспільних організацій, союзів, асоціацій, фондів, засобів масової інформації.
Експерти отримують бюлетень для голосування з переліком номінацій. Вони самостійно висувають претендентів на отримання нагороди в кожній номінації. Дозволяється запропонувати від одного до трьох претендентів на титул «Людина року» в кожній номінації і присвоїти їм рейтинг (перше, друге або третє місце).
За підсумками експертного опитування наприкінці кожного року троє лідерів в кожній номінації стають лауреатами програми. Їх імена оголошуються на щорічній підсумковій пресконференції програми. Переможця шляхом таємного голосування визначає Вища Академічна Рада програми. Імена переможців оголошуються на сцені під час урочистої церемонії вручення премій «Людина року».

### Вища Академічна Рада
Вища Академічна Рада програми була створена 1996 року.
Основні функції:
- Прийняття остаточного рішення (шляхом таємного голосування) з визначення володарів титулу «Людина року» та першої української незалежної премії «Прометей-престиж» за вищі професійні і суспільні досягнення.
- Визначення володарів міжнародних і спеціальних премій «Людина року»[10].

Вища Академічна Рада формується з авторитетних державних та суспільних діячів, а також спеціалістів, які сприяють оцінці ролі особистості в життєдіяльності України.
Керуючим органом Вищої Академічної Ради є зібрання її членів. Щорічний склад Вищої Академічної Ради визначається у кількості до 40 членів.
У 1996 році Головою Ради було обрано народного депутата України Вадима Гетьмана. З жовтня 1998 року і до листопада 2017 року Головою Вищої Академічної Ради був державний і політичний діяч — Володимир Семиноженко. З листопада 2017 року і до теперішнього часу Головою Вищої Академічної Ради є державний діяч, президент Українського союзу промисловців і підприємців — Анатолій Кінах.

### Номінації та переможці

#### Діючі номінації
- Регіональний лідер року

Серед переможців: Євген Карташов (2001 р.), Сергій Гриневецький (2002 р.), Віра Ульянченко (2006 р.), Олександр Домбровський (2007 р.), Едуард Матвійчук(2010 р.), Олександр Вілкул (2011 р.), Олег Синютка (2017 р.), Максим Степанов (2018 р.).
- Міський голова року

Серед переможців: Олександр Омельченко (1997 р.), Іван Куліченко (2002 р.), Олександр Лук'янченко (2003 р.), Володимир Чайка(2006 р.), Володимир Сальдо (2008 р.), Михайло Добкін (2009 р.), Геннадій Кернес (2012 р.), Михайло Сімашкевич (2014 р.), Андрій Панков (2016 р.), Владислав Атрошенко (2017 р.), Андрій Балога (2018 р.).
- Лідер об'єднаної територіальної громади

Серед переможців: Руслан Майструк (2018 р.).
- Промисловець року

Серед переможців: Микола Янковський (1998 р.), Анатолій Сокуренко (2003 р.), Павло Науменко (2004 р.), Віталій Сацький (2006 р.), Євген Лапін (2007 р.), Дмитро Ківа (2008 р.), Віктор Суботін (2009 р.), Олександр Нечаєв (2010 р.), Віталій Касінов (2011 р.), Віталій Скляров (2012 р.), Леонід Шиман (2013 р.)[35], Анатолій Мялиця (2014 р.), Ігор Сирота (2015 р.), Ірина Мірошник (2015 р.), Олег Корнецький (2017 р.), Дмитро Іоргачов (2018 р.).
- Підприємець року

Серед переможців: Григорій Суркіс (1996 р., 1998 р.), Євген Червоненко (1999 р.), Лев Парцхаладзе (2004 р.), Сергій Тарута (2005 р.), Микола Толмачев (2006 р.) , Вадим Гриб (2007 р.), Віталій Антонов (2009 р.), Олександр Глімбовський (2010 р.), Олексій Кулагін (2011 р.), Ігор Ніконов (2012 р.), Вячеслав Непоп (2013 р.), Валерій Кодецький (2014 р.), Віталій Ганжа (2015 р.), Борис Синюк (2015 р.), Олег Майборода (2017 р.), Максим Козицький (2018 р.).
- Менеджер року

Серед переможців: Олег Салмін (2001 р.), Борис Ложкін (2003 р.), Оксана Єлманова (2007 р.), Віталій Скоцик (2009 р.), Віктор Постельніков (2010 р.), Олена Мініч (2012 р.), Олексій Кривопішин (2013 г.), Сергій Ковальчук (2014 р.), Максим Степанов (2015 р.), Дмитро Костюк (2017 р.), Михайло Бородавко (2018 р.), Владислав Савченко (2019 р.).
- Фінансист року

Серед переможців: Віктор Ющенко (1996 р.), Вадим Гетьман (1997 р.), Ігор Юшко (1998 р.), Володимир Матвієнко (1999 р.), Володимир Стельмах (2001 р.), Ігор Францкевич (2002 р.), Олександр Дубілет (2003 р.), Борис Тимонькін (2005 р.), Віктор Капустін (2006 р.), Вадим Пушкарьов (2009 р.), Віктор Башкіров (2010 р.), Грег Краснов (2011 р.), Дмитро Гриджук (2012 р.), Сергій Мамедов (2013 р.), Ігор Дорошенко (2014 р.), Володимир Дубей (2015 р.), Вадим Мороховський (2015 р.), Кирило Шевченко (2017 р.), Сергій Тігіпко (2018 р.).
- Лідер страхового ринку року

Серед переможців: Володимир Шевченко (2007 р.), Юрій Гришан (2008 р.), Олег Спілка (2009 р.), Олександр Завада (2010 р.), Андрій Шукатко (2011 р.), Анатолій Чубинський (2012 р.), Наталія Безбах (2013 р.), Наталія Базилевська (2018 р.).
- Національна торговельна марка року

Серед переможців: ТМ «Михаил Воронин» (1998 р.), ТМ «Славутич» (2000 р.), ТМ «Сандора» (2002 р.), ТМ «Фуршет» (2005 р.), ТМ «Конті» (2009 р.), ТМ «Ятрань» (2010 р.), ТМ «Антонов» (2011 р.), ТМ «Фокстрот» (2012 р.), ТМ житловий комплекс «Чайка» (2013 р.), Тетяна Цибульська (2014 р.).
- Аграрій року

Серед переможців: Іван Суслов (2000 р.), Віктор Сілецький (2003 р.), Олексій Вадатурський (2005 р.), Юрій Бондарчук (2008 р.), Олег Бахматюк (2009 р.), Андрій Крохмаль (2010 р.), Іван Мірошніченко (2011 р.), Андрій Гордійчук (2012 р.), Олег Бахматюк (2013 р.), Юрій Мороз (2014 р.), Мгер Куюмчян (2015 р.), Віталій Ільченко (2016 р.), Віктор Кириченко (2017 р.), Сергій Тарасов (2018 р.).
- Лідер логістичної галузі року

Серед переможців: Компанія «Техенерготрейд» (2015 р.), Група компаній «Прайм» (2016 р.), ТОВ «Ходльмаєр Логістикс Україна» (2018 р.).
- Журналіст року в галузі електронних ЗМІ

Серед переможців: Олександр Колодій (2002 р.), Василь Климчук (2003 р.), Анатолій Борсюк (2004 р.), Савік Шустер (2006 р.), Олесь Терещенко (2007 р.), Святослав Цеголко (2008 р.), Наталія Мосейчук (2009 р.), Андрій Куликов (2010 р.), Світлана Леонтьєва (2011 р.), Андрій Данілевич (2012 р.), Єгор Чечеринда (2013 р.).
- Телевізійний журналіст року

Серед переможців: Віталій Гайдукевич (2014 р.), Наталія Влащенко (2015 р.), Олег Панюта (2016 р.), Василь Голованов (2017 р.), Світлана Орловська (2018 р.).
- Інформаційно-новинний телеканал року

Серед переможців: Телеканал «News One» (2016 р.), Телеканал «Перший діловий» (2017 р.).
- Митець року

Серед переможців: Вадим Писарєв (1996 р.), Юрій Рибчинський (1997 р.), Анатолій Солов'яненко (1998 р.), Роман Кофман (1999 р.), Марія Левитська (2000 р.), Андрій Курков (2001 р.), Євген Станкович (2002 р.), Мирослав Скорик (2003 р.), Руслана Лижичко (2004 р.), Володимир Гришко (2005 р.), Сергій Буковський (2006 р.), Кіра Муратова (2007 р.), Михайло Поплавський (2008 р.), Євгенія Басалаєва (2009 р.), Анатолій Криволап (2011 р.), Ані Лорак (2012 р.), Денис Матвієнко (2013 р.), Мирослав Слабошпицький (2014 р.), Олег Тістол (2015 р.), Анатолій Солов'яненко (2016 р.), Раду Поклітару (2017 р.).
- Спортсмен року

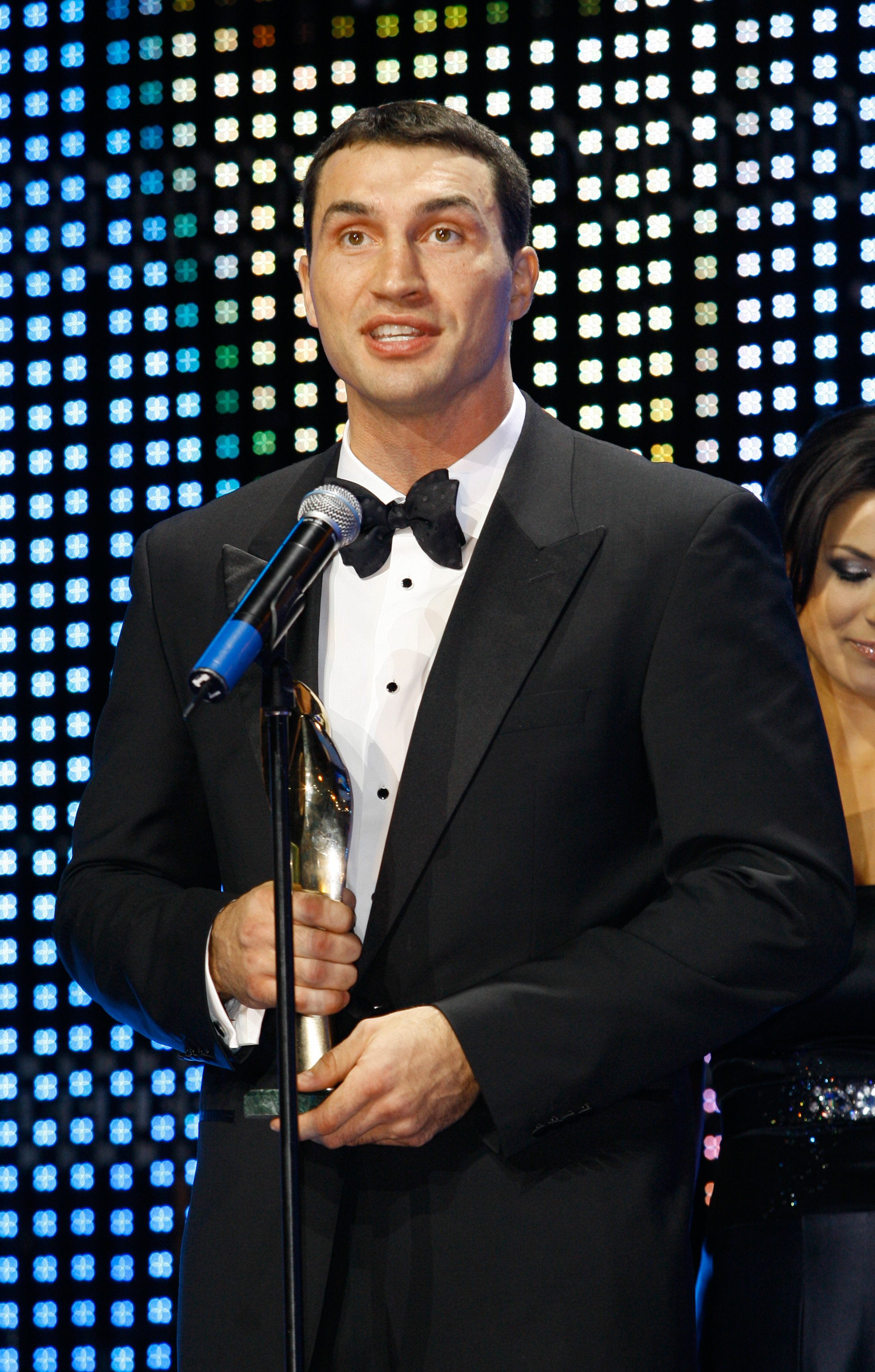
Володимир Кличко — володар премії «Спортсмен року-2007»

Серед переможців: Лілія Подкопаєва (1996 р.), Сергій Бубка (1997 р.), Андрій Шевченко (1999 р.), Олег Лісогор (2002 р.), Яна Клочкова (2000, 2003 р.), Віталій Кличко (2004 р.), Юрій Кримаренко (2005 р.), Олена Грушина - Руслан Гончаров (2006 р.),Володимир Кличко (2007 р.), Наталія Добринська (2008 р.), Василь Ломаченко (2009 р.), Інна Осипенко-Радомська (2010 р.), Ольга Саладуха (2011 р.), Яна Шемякіна (2012 р.), Анна Мельниченко (2013 р.), Анна Мельниченко(2013 р.)[107], Ольга Харлан (2014 р.), Павло Тимощенко (2015 р.), Олег Верняєв (2016 р.), Еліна Світоліна (2017 р.), Олександр Усик (2018 р.).
- Меценат року

Серед переможців: Сергій Тігіпко (1996 р.), Григорій Суркіс (1997 р., 1999 р.), Федір Шпіг (1998 р.), Вадим Рабинович (2005 р.), Микола Петренко (2006 р.), Едуард Прутнік (2009 р.), Олександр Онищенко (2010 р.), Петро Порошенко (2011 р.), Юрій Коптєв (2012 р.), Тетяна Василик (2014 р.), Анна Коршунова (2018 р.).
- Нова генерація року

Серед переможців: Ірина Бережна (2009 р.), Тетяна Франчук (2010 р.), Єлизавета Юрушева (2015 р.), Ірина Марчук (2016 р.), Ірина Говоруха (2017 р.), Тетяна Петракова (2018 р.).
- Лідер малого та середнього бізнесу

Серед переможців: Тетяна Абрамова — будинок моди «РІТО»(2000), Людмила Русаліна — ТОВ «Світ ласощів» (2002), Віталій Свірський — компанія «Ліга-Нова» (2004), Володимир Лютіков — компанія «Крим-Пак» (2010), Вадим Нестерчук — компанія «Оптима-Лізінг» (2011), Світлана Юлдашева — мережа хімчисток «Ун Моменто» (2013 р.), Клініка «Ілайа» (2014 р.), Світлана Кушнірук (2015 р.), Олег Колібаба — «Клініка Олега Колібаби» (2017 р.), Руслана Цахло — «Союз майстрів краси України» (2018 р.).
- Інвестиція року

Серед переможців: інвестиційні проєкти компанії «Coca-Cola Amatil Україна» (1997), інвестиційні проєкти компанії «UMC» (1998), інвестиційні проєкти акціонерної холдингової компанії «Київміськбуд» (1999), інвестиційний проєкт компанії «ІСТІЛ (Україна)» (2005), інвестиційні проєкти компанії «Драгон Капітал» (2006), інвестиційні проєкти компанії «Нібулон» (2009), інвестиційні проєкти компанії «Велта» (2011), Інвестиційні проєкти компанії «МАНДАРИН-ПЛАЗА» (2014 р.), Інвестиційні проєкти компанії «ЕДЕМ РЕЗОРТ» (2015 р.).
- Житловий комплекс року

Серед переможців: ЖК «Чайка» (2015 р.), ЖК «Лісовий квартал» (2016 р.), ЖК «Золоче» (2017 р.), ЖК «Подол Град» (2018 р.).

#### Номінації минулих років
- «Політичний, державний та громадський діяч року»: Леонід Кучма (1996)[3]
- «Державний діяч року»: Леонід Кучма (1997)
- «Політичний лідер року»: Леонід Кравчук (1997), Віктор Медведчук (1999)
- «Парламентар року»: Вадим Гетьман (1996)[112], Михайло Сирота (1997), Володимир Семиноженко (1998), Сергій Терьохін (1999), Леонід Кравчук (2000)
- «Громадський лідер року»: Володимир Литвин (2005)[113]
- «Юрист року»: Віктор Медведчук (1996, 1998)[114], Олег Литвак (1997), Сергій Ківалов (2010)[115], Максим Лавринович (2014 р.)
- «Правозахисник року» Глузман Семен (1999)[116][117].
- «Дипломат року»: Геннадій Удовенко (1996, 1998), Борис Тарасюк (1997)[118], Олександр Чалий (1999)
- «Закордонний дипломат року»: Домінік Шассар (1996), Джан-Лука Бертинетто (1997)
- «Лідер ресторанного бізнесу року»: Володимир Ядловський (2013), Усама Кафа (2015), Усама Кафа (2016), Денис Комаренко (2017)
- «Лідер туристичної галузі року»: Компанія «Яна» (2010), Туристична компанія «TEZ TOUR» (2011), Туристична компанія «ASYA-тревел» (2012), Туристичний оператор «IDRISKA TOUR» (2016)
- «Лідер цифрової галузі року»: «СІТРОНІКС Інформаційні Технології Україна» (2013), IT-компанія INNOVECS (2016)
- «Журналіст року»: Юлія Мостова (1996), Микола Канішевський (1997)[119], Микола Вересень (1998)[120], Сергій Рахманін (1999, 2005)[121], Володимир Кацман (2001)[122], Олександр Юрчук (2002)[123], Володимир Скачко (2006)[124].
- «Газета року»: «Зеркало недели» (1996, 1999), «День» (1997), «Факты и комментарии» (1998, 2007)[125], «Комсомольская правда в Украине»(2008)[126], «Известия в Украине» (2010)[127], «Сегодня» (2011)[128].
- «Телерадіокомпанія року»: 1+1 (1997)[129], Интер (1998)
- «ТВ-програма року»: інформаційно-аналітична програма «Післямова» (1996), інформаційна програма «ТСН» (1997), телевізійна програма «Обличчя світу» (1998), ток-шоу «Епіцентр» (1999)[130], телевізійна інформаційна програма «Факти»(2000)
- «Інтернет-медіа року»: Інтернет-портал «РБК-Україна» (2011)[131], Інтернет-портал «Цензор» (2014), Інтернет-видання «Obozrevatel.com» (2016).
- «Зірка естради року»: Таїсія Повалій (1996, 1998)[132], Олександр Пономарьов (1997)[133], Руслана Лижичко (1999)[134]
- «Актор року»: Богдан Ступка (1997, 1999), Тетяна Назарова (2000)[135], Анатолій Хостікоєв (2001, 2003)[136], Богдан Бенюк (2002)[137], Олексій Богданович (2004)[138], Остап Ступка (2005)[139], Давид Бабаєв (2006)[140]
- «Вчений року»: Анатолій Морозов (2001), Геннадій Книшов (2002)[141], Мирослав Попович (2003)[142], Олександр Никоненко (2004)[143], Валерій Геєць (2005)[144], Антон Наумовець (2006)
- «Місто року»: м. Київ (1996, 1998), м. Львів (1997)
- «Жінка року»: Катерина Серебрянська (1996)[145], Олександра Кужель (1999)[146]
- «Благодійна програма року»: благодійний фонд соціального захисту матерів та дітей «Україна дітям» (2001)[147], благодійний громадський фонд Святого Андрія Первозванного (2002)[148], благодійні програми "Асоціації національно-культурних об'єднань України (2004)
- Юний талант року: Катерина Бужинська (1998), Віктор Іщук (1999)[149], Руслан Пономарьов (2000), Мілена Сидорова (2001)[150], Христина Шишпор (2002)[151], Аліна Гросу (2004)[152], Віктор Мельник (2006)[153], Наталія Краснянська (2007)[154], Ольга Харлан (2008 р.)[155]

### Міжнародні та спеціальні премії програми

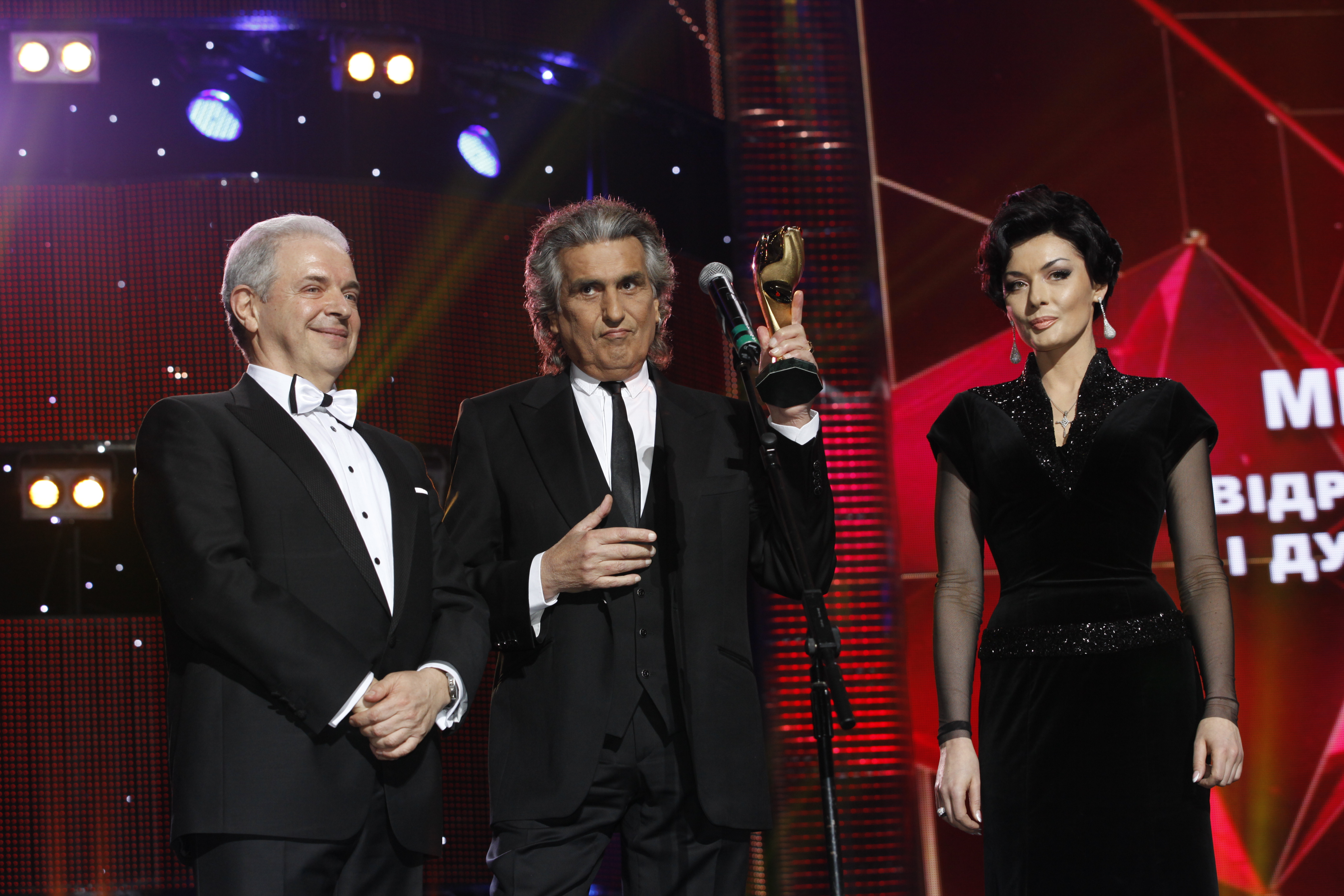
Тото Котуньйо — володар Міжнародної премії «За відродження культурних контактів і духовне зближення народів» (2012)

Серед володарів міжнародних та спеціальних премій програми «Людина року»:
- Міжнародна премія «За миротворчу та об'єднавчу місію» — Іоан Павло ІІ (2001)
- Міжнародна премія в галузі суспільно-політичної діяльності — Вальтер Швіммер (Австрія) (2001)

, Олександр Кваснєвський (Польща) (2002), Франческо Франжіаллі (Італія) (2003), Михаїл Саакашвілі (Грузія) (2004), Валдас Адамкус (Литва) (2005), Джон Маккейн (США)(2006), Ільхам Алієв (Азербайджан) (2006), Хав'єр Солана (Іспанія) (2006), Даля Грібаускайте (Литва) (2014), Росен Плевнелієв (Болгарія) (2015), Марі-Луїз Колейро-Прека (Мальта) (2017).
- Міжнародна премія «За значний внесок у розвиток партнерських, дружніх та економічних відносин з Україною» — Салем Ахмед Аль-Каабі (ОАЕ) (2018).

- Міжнародна премія в галузі дипломатії — Віктор Чорномирдін (Росія) (2001)[161], Дітмар Штюдеманн (Німеччина) (2002)[162], Філіп Де Сюремен (Франція) (2003)[163], Кіщиро Амае (Японія) (2005)[164], Хо Сун Чол (Корея) (2006)[165], Амангельди Жумабаєв (Казахстан) (2007)[166], Альгірдас Кумжа (Литва) (2008)[167], Лі Чжоу (Китай) (2009), Валентин Величко (Білорусь) (2009)[168], Зіна Калай-Клайтман (Ізраїль) (2010), Георгіос Георгунтзос (Греція)[169] (2011), Генрик Літвін (Польща) (2012)[170], Міхаль Баєр (Угорщина) (2013)[171], Ейнулла Мадатлі (Азербайджан) 2014), Андреас фон Бекерат (Швеція) (2015), Марюс Януконіс (Литва) (2016), Лі Янг Гу (Корея) (2017), Герміне Поппеллер (Австрія) (2018).
- Міжнародна премія в галузі розвитку міжнародних економічних відносин — Лі Цзіньюань (Китай) (2016).

- Міжнародна премія у галузі культури та мистецтва — Йосиф Кобзон (2001)[172], Тамара Гвердцителі (2002)[173], Людмила Гурченко (2003)[174], Лариса Доліна (2003)[175], Ігор Крутой (2004), Володимир Шаїнський (2005)[176], Кім Брейтбург (2006), Максим Дунаєвський (2007)[154], Філіп Кіркоров (2008)[177], Олександр Малінін (2010)[178], Наталія Корольова (2011)[179], Володимир Кузьмін (2012)[180], Сергій Захаров (2012)[181], Алессандро Сафіна (Італія) (2015), Зоряна Кушплер (2016), Василь Попадюк (2016), Людмила Монастирська (2017), Сестри Елла та Діна Роуз (США) (2017), Роза Римбаєва (Казахстан) (2018).
- Міжнародна премія «За видатний внесок в розвиток культури та мистецтва України» — Анатолій Ярмоленко (Білорусь) (2018).
- Міжнародна премія «За видатні заслуги» — Володимир Бортко (2007)[182], Михайло Жванецький (2009)[183], Олександр Масляков (2009[66]), Володимир Познер (2012)[184]

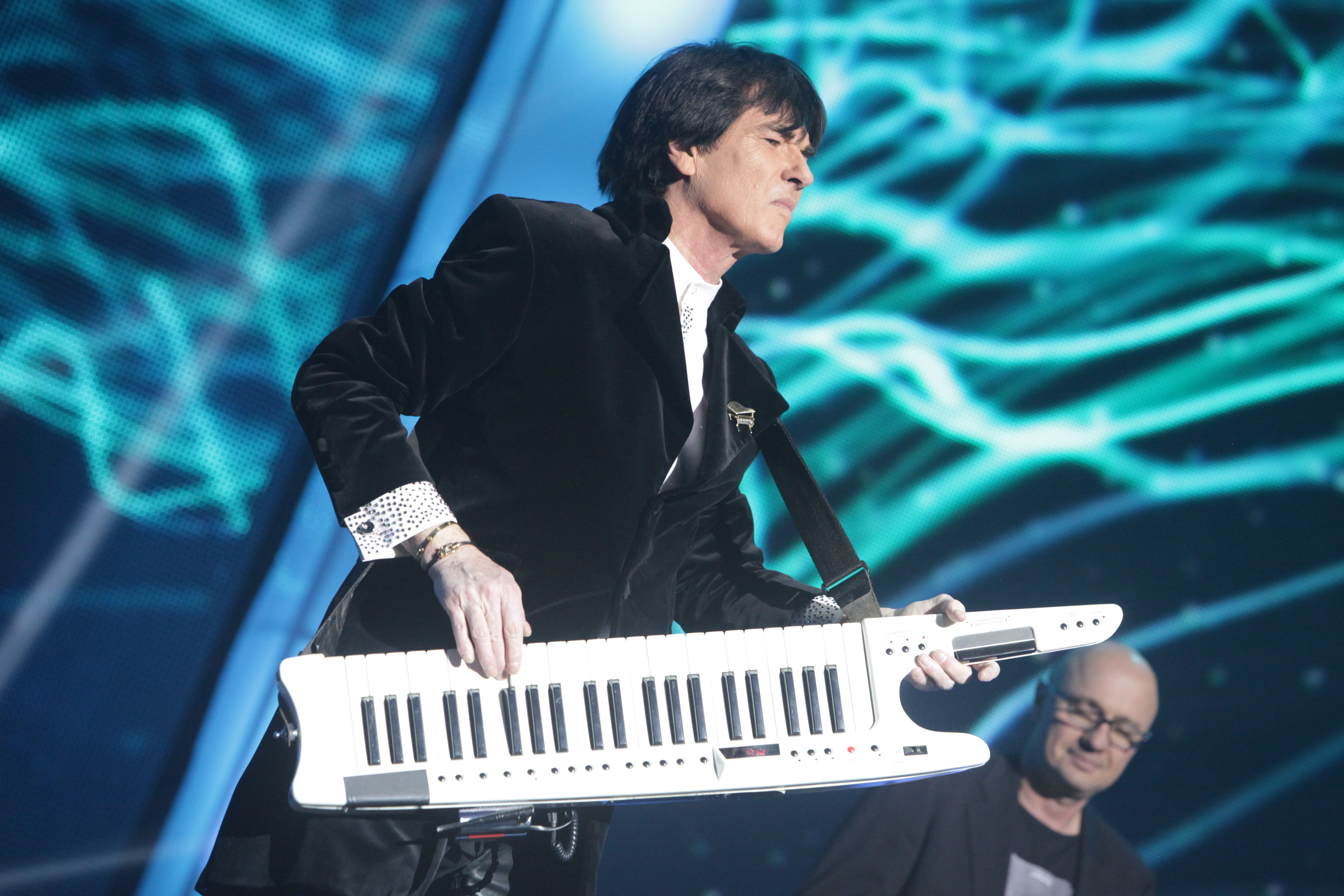
Дідьє Маруані — володар Міжнародної премії «За відродження культурних контактів і духовне зближення народів» (2015)

- Тото Котуньйо — володар Міжнародної премії «За відродження культурних контактів і духовне зближення народів» (2012)Дідьє Маруані — володар Міжнародної премії «За відродження культурних контактів і духовне зближення народів» (2015)Міжнародна премія «За відродження культурних контактів і духовне зближення народів» — Патрісія Каас (Франція) (2011)[185], Тото Кутуньо (Італія) (2012)[186], Дідьє Маруані (Франція) (2015), Фаррух Закіров (Узбекистан) (2016), Іону Суручану (Молдова) (2017).
- Премія «Зіркове SOLO» — Алессандро Сафіна (Італія) (2010)[187], Йосип Кобзон (2010)[172], Ігор Крутой (2010)[188], Тамара Гвердцителі (Грузія) (2010), Максим Дунаєвський (2010)[154], Ігор Демарін (2010)[189], Ані Лорак (2010)[188], Руслана Лижичко (2010), Володимир Гришко (2010), Камалія (2010), Дмитро Харатьян (2011).[185], Костянтин Ріттель-Кобилянський (2011), Мариля Родович (2012)[190]
- Спеціальна міжнародна премія ім. Михайла Вороніна «За високий стиль життя» — Василь Лановий (2012)[90], Вахтанг Кікабідзе (Грузія) (2014), Юрій Рибчинський (2015), Ігор Поклад (2016), Ніна Матвієнко (2017), Ада Роговцева (2018).
- Спеціальна премія ім. Геннадія Книшова «За вірність гуманістичним ідеям та примноження загальнолюдських цінностей» — Олександр Никоненко (2018).
- Спеціальна премія «За видатні заслуги перед Україною» — Валерій Лобановський (2002), Олег Блохін (2005)[191]
- Міжнародна премія в галузі благодійництва і меценатства — Петро Яцик (Канада) (2001), Пітер Спайкерс (Нідерланди) (2002)[192], Родина Терещенко (Франція) (2003), Алекс Ровт (США) (2004)[193], Іван Гинянський (США) (2006), Олександр Лєбєдев (Росія) (2008), Пантеліс Бумбурас (Греція) (2013)
- Спеціальна премія за значний внесок у впровадження позитивного іміджу України в світі — міжнародна суспільно-культурна акція «Українські дні у Франції» (2004), Олександра Ніколаєнко (2005)
- Спеціальна премія «Місія доброї волі» — Наталія Шмаренкова (Камалія) (2007)[194]
- Спеціальна премія «Гуманітарний проєкт року» — міжнародна громадська організація «День хрещення Русі» (2008)[195]
- Спеціальна премія за значний внесок у розвиток соціального підприємництва в Україні — Олексій Федоричев (2009)[196]
- Спеціальна премія «За самовіддане служіння людям, своїй вітчизні і професії» — медичний центр «Кібер клініка Спіженка» (2011)[197]
- Спеціальна премія «За самовіддане служіння людям» — Зеня Черник (США) (2015)
- Спеціальна премія «Кращий креативний інвестор в часи кризи» — Офер Керцнер (2015)
- Спеціальна премія «За впровадження інноваційних технологій в медицині» — Клініка Valikhnovski MD
- Спеціальна премія «Енергоефективна Україна» — ЖК «Нова Англія» (2016)
- Спеціальна премія «За вагомий багаторічний внесок у розвиток видавничо-поліграфічної галузі України» — Видавничий дім «АДЕФ Україна»
- Спеціальна премія «За вагомий внесок у розвиток сучасної української науки» — «Інститут здоров'я рослин»
- Спеціальна премія «За розробку екологічних та енергоефективних житлових технологій» — Система розумного дому «CLAP»
- Спеціальна премія «За вагомий внесок у відродження ракетно-космічної галузі в Україні» — Макс Поляков
- Спеціальна премія «За вагомий творчий внесок у збереження і розвиток інституту сім'ї» — Наталія Горбаль
- Спеціальна премія «За впровадження креативних бізнес-проєктів та найсучасніших технологій в Україні» — Фортунато Гуадалупі (Італія)

#### Спеціальна премія газети «Комсомольская правда в Украине»— «Кумир українців»
Володарі премії: Руслан Пономарьов (2001), Яна Клочкова (2002), Олександр Пономарьов (2003), Андрій Шевченко (2004), Олег Блохін (2005), Богдан Ступка (2006), Наталія Могилевська (2007), Ані Лорак (2008), Джамала (2009), Володимир Кличко та Віталій Кличко (2010), Андранік Алексанян (2011), Анастасія Петрик та Вікторія Петрик (2012), Сергій Риженко (2014), Максим Кріпак (2016), Володимир Розуменко (2017), Олександр Злотник (2018).

### Урочисті церемонії
В 1997—2015 рр. урочисті церемонії вручення премій «Людина року» проходили у березні у Національному палаці мистецтв «Україна» в м. Києві, а з 2016 року місцем проведення стала Національна опера України. На церемонії оголошуються імена володарів титулу «Людина року», вручаються міжнародні та спеціальні премії. Гостями церемоній є відомі політичні діячі, діячі науки, культури та мистецтва. Ця подія завжди привертає увагу громадськості та освітлюється багатьма ЗМІ.
У межах церемонії проходить шанування знаменитостей на Червоній доріжці. Подія проходить у вигляді театрального дійства з виступами українських і закордонних виконавців, музичних і хореографічних колективів. Дійство супроводжується сучасними постановчими, звуковими, світловими та спеціальними ефектами.